# Иван Шопов (химик)
Иван Димитров Шопов е български учен-химик, специалист по химия на полимерите, професор, доктор на химическите науки (1982). Работил е над 45 години в Българската академия на науките и 9 години е преподавал в Университета „Епископ Константин Преславски“, Шумен. Заемал различни научни и обществени постове. Носител на ордена „Св.св. Кирил и Методий“, на най-високото отличие на БАН – почетния знак „Марин Дринов“ на лента – и на златната значка „Проф. Ас. Златаров“ на Федерацията на научно-техническите съюзи.

### Биография
Иван Шопов е роден на 16 март 1935 г. в с. Лъджене (сега Велинград), където баща му е бил участъков ветеринарен лекар. Израсъл и завършил средното си образование в София, а висшето във Висшия химикотехнологически институт (сега Химикотехнологичен и металургичен университет) с отличен успех. Започва работа в тогавашния Химически институт на БАН, а по-късно в произлезлия от него Институт по органична химия, като от 1960 до 1971 г. е научен сътрудник. През 1968 г. защитава самостоятелно изработена кандидатска дисертация. Специализира в Берлин и Нанси. От 1971 г. е старши научен сътрудник (днес доцент) вече в Централната лаборатория по полимери на БАН. От 1982 г. е доктор на науките, а от 1984 г. – професор. През 1983 г. основава лаборатория „Полимери със спрежение“ в Централната лаборатория по полимери. Става директор на последната през 1989 г., а от 1990 г. е първият директор на Института по полимери на БАН (до пенсионирането си, 2003 г.).

### Научна дейност
Иван Шопов е един от пионерите в новата област на полимерите със спрежение и на електроактивните полимери. Той е открил карбонил-олефиновата обменна реакция, нов метод за получаване на полимери със спрежение. Автор и съавтор на над 120 научни публикации, 23 авторски свидетелства за изобретение и 4 патента. Иван Шопов има и разработки върху мембрани за горивни клетки, финансирани от 3 Европейски проекта и защитени с 4 международни патента. С полиимидни лакове, защитени с негово авторско свидетелство, са произведени десетки хиляди хибридни схеми за електрониката.
Научните резултати на Ив. Шопов имат широко международно признание, за което свидетелстват изнесените от него многобройни пленарни и главни доклади на международни научни симпозиуми, конференции и школи, както и лекции върху изследванията му, изнесени по лична покана, в университети и институти в повечето Европейски страни, а също и в САЩ, Япония, Китай, Индия, Тайланд и др. Член на научните съвети на редица международни научни срещи. Член на Френското (1971) и Американското (1992) химически дружества. Не е членувал в партии. Владее английски, френски, немски и руски език.

### Педагогическа дейност
От 1975 г. в продължение на 9 г. чете първия курс по полимери във Висшия педагогически институт, днес Шуменски университет „Епископ Константин Преславски“, Шумен. Като гост-професор чете няколко години специализиран курс на студенти и докторанти в Свободния университет в Западен Берлин. Гост-професор и в Техническия университет в Грац, Австрия и в Макс-Планк Института за полимерни изследвания в Майнц, Германия. Под негово ръководство са защитени 4 дисертации и много дипломни работи.

### Управленска и обществена дейност
Директор на Института по полимери на БАН (1989-2003 г.), председател на Съюза на химиците в България (1999-2007 г.), член на Бюрото и на Управителните съвети на Съюза на учените в България и на Федерацията на научно-техническите съюзи, Научен секретар на Първата национална конференция по химия през 1985 г. и председател на следващите пет конференции. Член на Организационните комитети на всички Национални симпозиуми «Полимери», като на пет от тях е председател. През 1992 г. основава Българското полимерно дружество, прието за член на Европейската полимерна федерация и е негов дългогодишен председател.
Ив. Шопов има много големи заслуги за приобщаването на българската наука към научните среди на Европейския съюз. Сътрудничеството на България с Европейския съюз по научните програми започва през 1992 г., като той е Национален координатор за България по всички програми в продължение на три години. По-късно той е дългогодишен представител на България в Програмния комитет „Мария Кюри“ на V,VI и VII Рамкови програми за научни изследвания на Европейския съюз.
През 2004 г. проф. Ив. Шопов учредява със свои средства награда на Съюза на химиците в България „Изявен млад учен в областта на полимерите“, която носи неговото име*. Наградата се дава на млад български учен, на възраст до 35 г., за изследвания в областта на полимерите, извършени от него в България. Тя е ежегодна като определянето на носителя й става от Научния съвет на Института по полимери на БАН. През изтеклите години наградата придоби висока стойност и престиж, с многобройни участия на млади учени, представили научни трудове, публикувани в авторитетни международни списания.

### Награди и отличия
- Орден „Св. Св. Кирил и Методий“ (1985)
- Златна значка „Проф. Ас. Златаров“ на Федерацията на научно-техническите съюзи (2001)
- Член на Световната иновационна фондация (World Innovation Foundation) (2002)
- Почетен знак на БАН „Марин Дринов“ на лента (2005)
- Почетен плакет „Признание за Будител“ на Столичната община (2016)
- Почетен член на: Съюза на научните работници (сега Съюз на учените в България) (1983), Института по полимери на БАН (2003), Федерацията на научно-техническите съюзи (2004), Съюза на химиците в България (2005), Българското полимерно дружество (2013)